# تاندزاتاپ
تاندزاتاپ (به ارمنی: Տանձատափ) یک سکونتگاه مسکونی در ارمنستان است که در استان سیونیک واقع شده‌است.  در  کیلومتری جنوب کاپان، مرکز استان سیونیک واقع شده است.

## خصوصیات
تاندزاتاپ ۷٫۳۲ کیلومترمربع مساحت و ۸۸ نفر جمعیت دارد و در ارتفاع  متر بالاتر از سطح دریا قرار گرفته است.